# Natisita
La natisita és un mineral de la classe dels silicats. Rep el seu nom de la seva composició química: sodi (Na), titani (Ti) i silici (Si).

## Característiques
La natisita és un nesosilicat de fórmula química Na₂Ti(SiO₄)O. Cristal·litza en el sistema tetragonal. La seva duresa a l'escala de Mohs es troba entre 3 i 4.
Segons la classificació de Nickel-Strunz, la natisita pertany a «09.AG: Estructures de nesosilicats (tetraedres aïllats) amb anions addicionals; cations en coordinació > [6] +- [6]» juntament amb els següents minerals: abswurmbachita, braunita, neltnerita, braunita-II, långbanita, malayaïta, titanita, vanadomalayaïta, natrotitanita, cerita-(Ce), cerita-(La), aluminocerita-(Ce), trimounsita-(Y), yftisita-(Y), sitinakita, kittatinnyita, paranatisita, törnebohmita-(Ce), törnebohmita-(La), kuliokita-(Y), chantalita, mozartita, vuagnatita, hatrurita, jasmundita, afwillita, bultfonteinita, zoltaiïta i tranquillityita.

## Formació i jaciments
Va ser descoberta al Mont Karnasurt, situat al massís de Lovozero, a la península de Kola, dins l'óblast de Múrmansk (Districte Federal del Nord-oest, Rússia). Només ha estat descrita en altres indrets dins de la mateixa província russa, concretament al mont Kedykverpakhk, dins el mateix massís de Lovozero, i a diversos monts del massís de Khibini: Koashva, Kukisvumtxorr, Rasvumtxorr i Yukspor, i a la vall del riu Vuonnemiok.